# Muehlenbeckia platyclada
Muehlenbeckia platyclada (F.Muell.) Meisn. – gatunek rośliny z rodziny rdestowatych (Polygonaceae), tradycyjnie zwykle wyodrębniany do monotypowego rodzaju Homalocladium jako H. platycladum. Pochodzi z Wysp Salomona, ale jest szeroko rozpowszechniony w uprawie ze względu na oryginalny pokrój i efektowne, czerwone owoce. Nazwa rodzajowa pochodzi od greckich słów homalos (=gładki) i klados (=gałęzie, pędy). Nazwa gatunkowa ma podobne pochodzenie, słowo platy znaczy płaski.

## Morfologia
PokrójRoślina wzniesiona o pędach zielnych, w dole drewniejących. Osiąga zwykle ok. 1 m wysokości, ale w odpowiednich warunkach może dorosnąć do ok. 2,7 m. Pędy mają postać gałęziaków – są taśmowato spłaszczone i członowane. U nasady pędy są grubsze i puste w środku.
LiścieKrótkotrwałe – odpadają krótko po rozwinięciu się na młodych pędach. Są jasnozielone, mają kształt podługowaty, są siedzące i osiągają od 1,5 do 6,5 cm długości. Tępa gatka ma 1–2 mm długości.
KwiatyPromieniste, obupłciowe, niepozorne, rozwijają się zebrane po kilka (do 6) w węzłach pędów, przy ich krawędzi. Kwiaty wsparte są jajowatymi przysadkami o długości ok. 1 mm. Pięć zielonkawych lub białawych listków okwiatu ma kształt podługowaty i osiąga do 1,5 mm długości. Pręcików jest 8. Zalążnia jest jajowata, trójkanciasta i osiąga do 1 mm długości. Zwieńczona jest trzema szyjkami słupka.
OwoceNiełupki zamknięte w trwałych, zmięśniałych i jaskrawo czerwonych podczas owocowania listach okwiatu. Cały owoc pozorny osiąga ok. 3 mm średnicy.

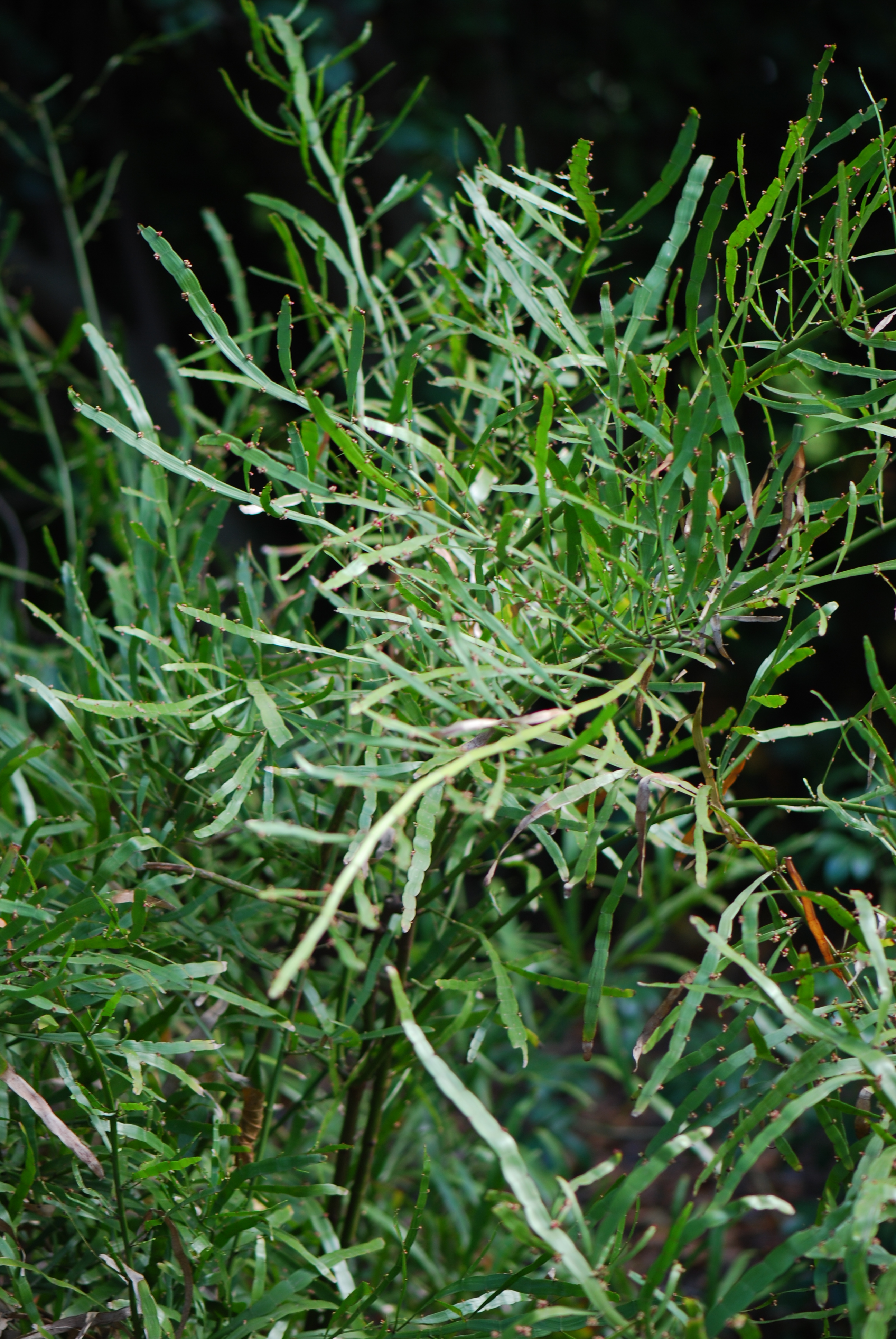
Pokrój rośliny
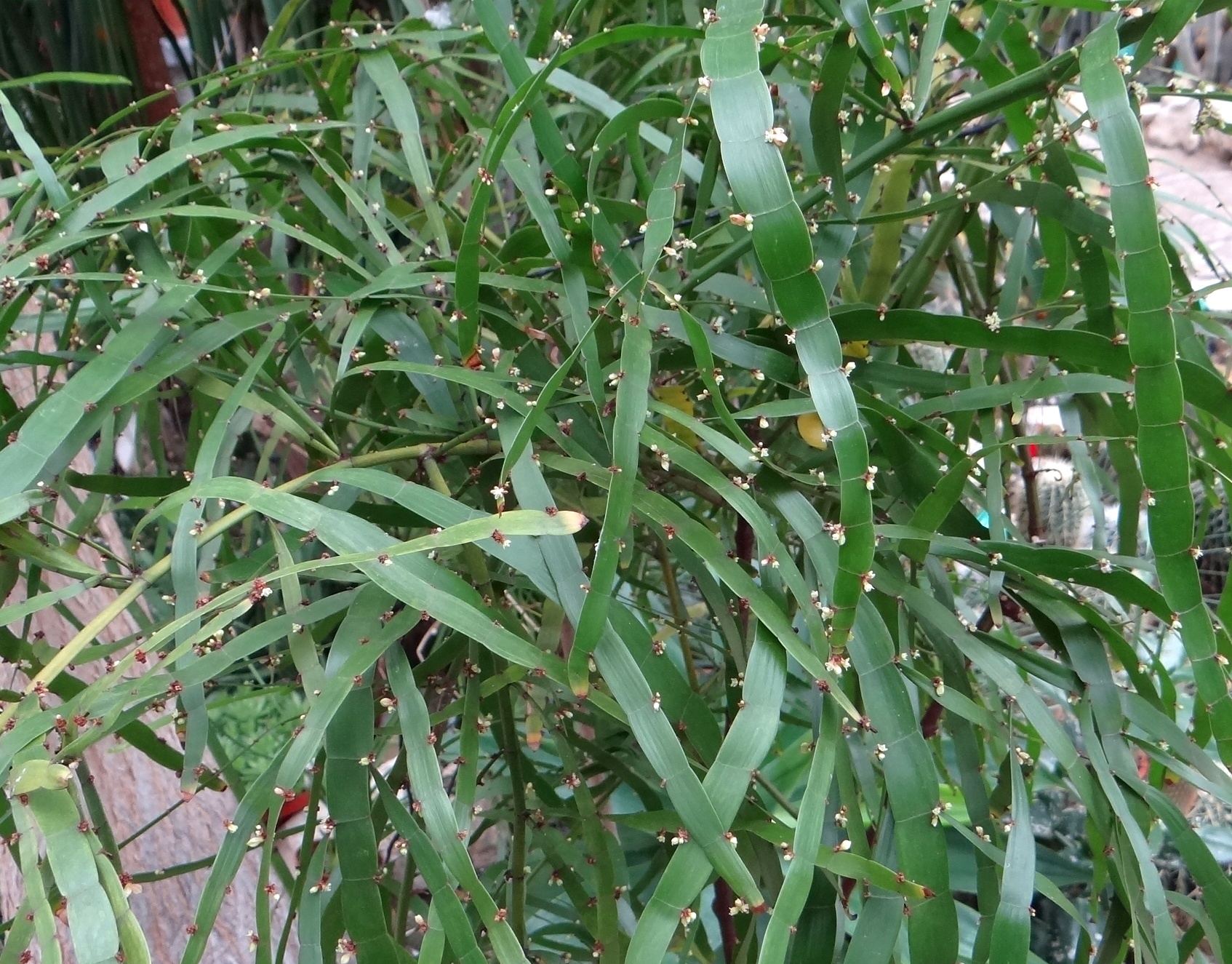
Pędy
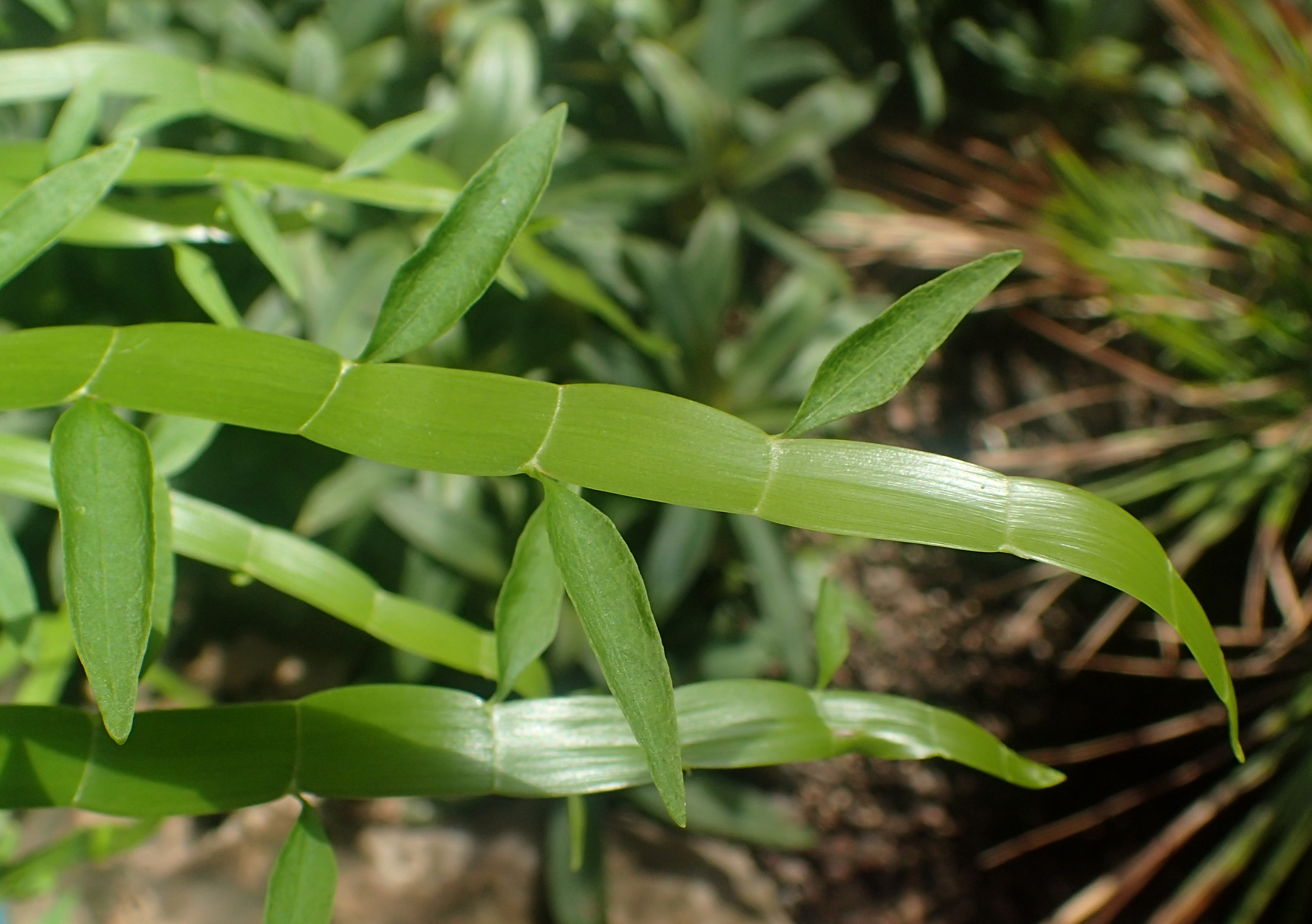
Spłaszczony pęd z liśćmi
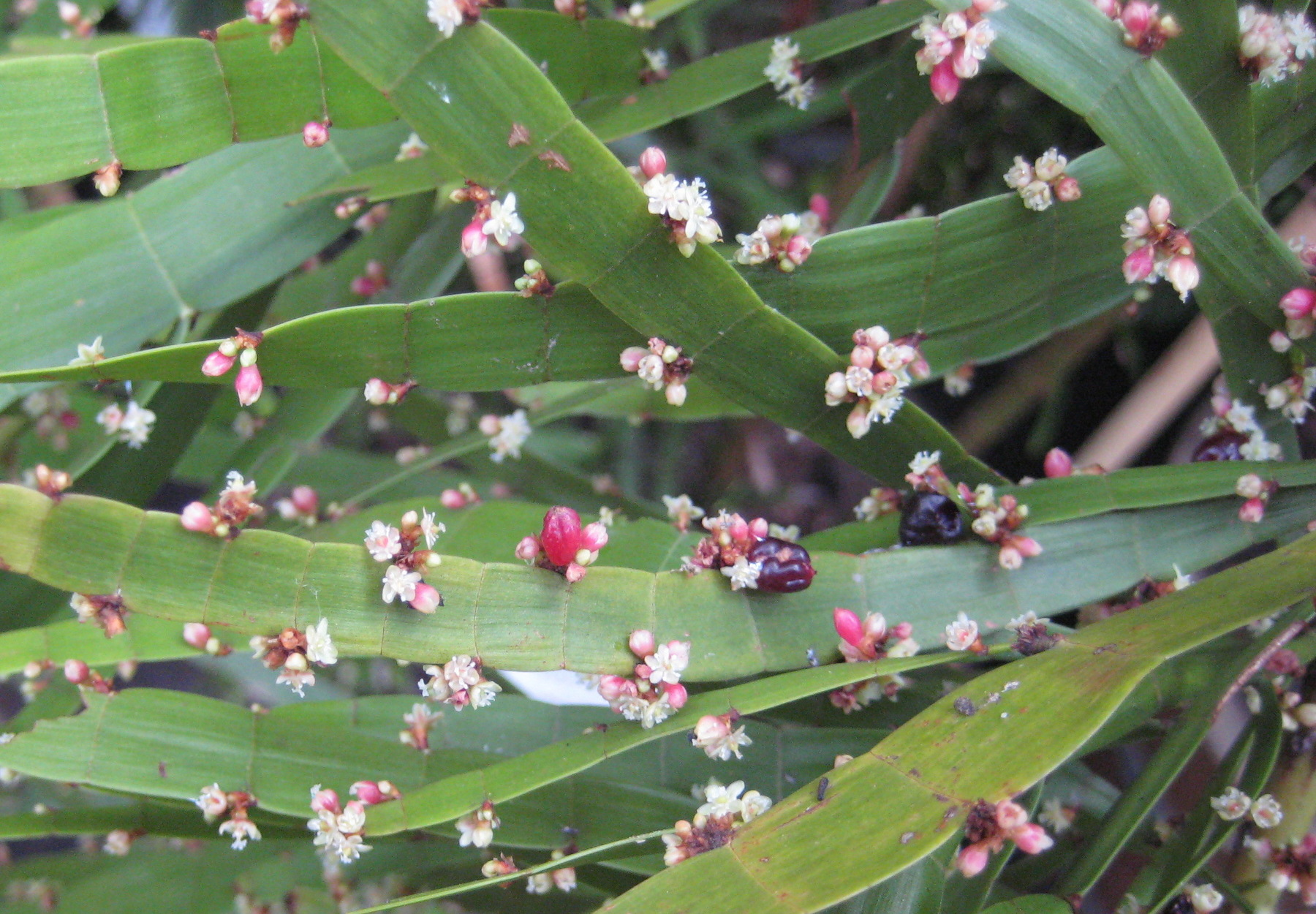
Kwiaty i owoce na taśmowatych pędach
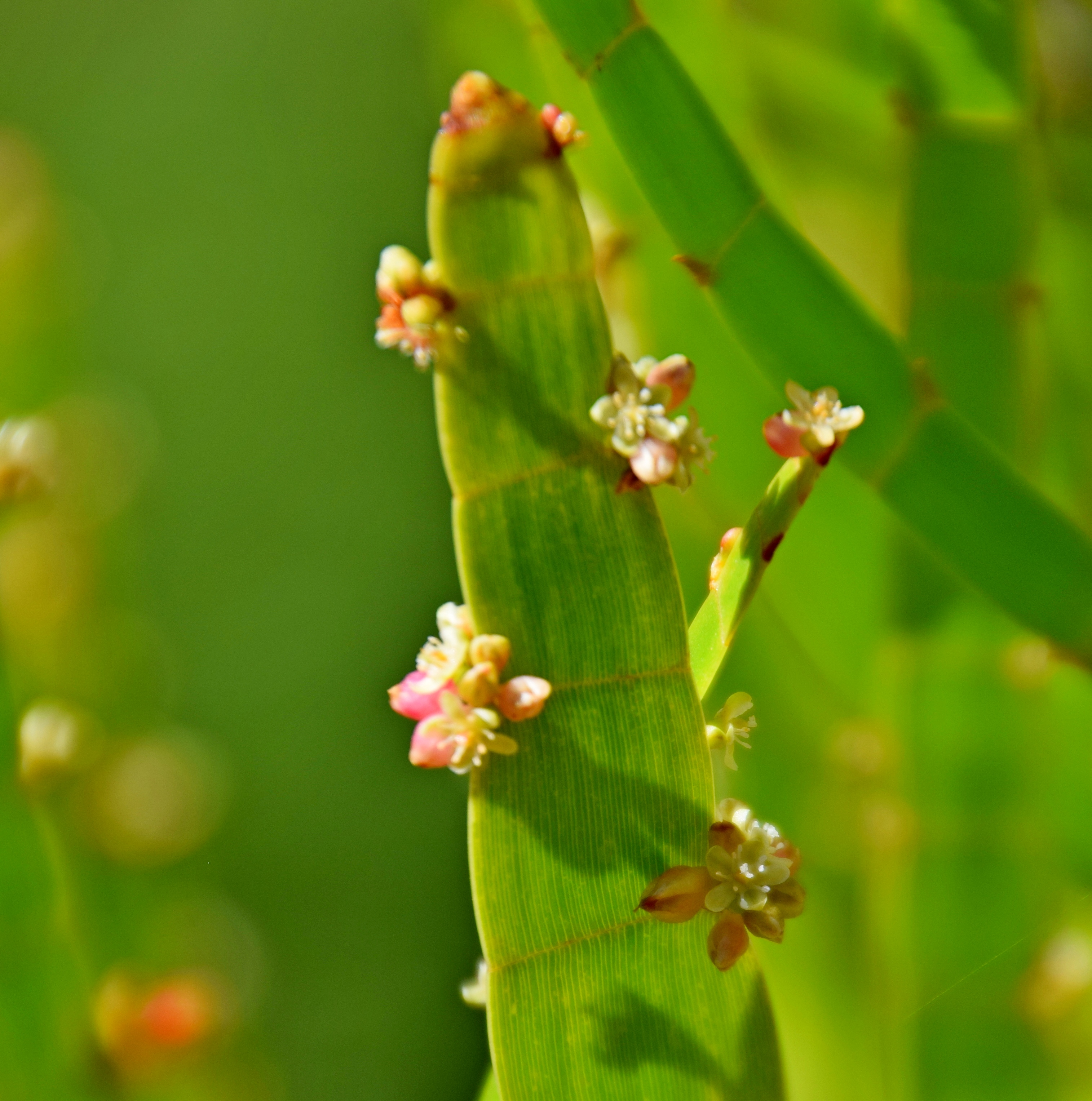
Szczyt pędu z kwiatami

## Biologia i ekologia
Rośnie w miejscach wilgotnych w relacji mutualistycznej z mrówkowatymi. Mrówki korzystają z dętych fragmentów pędów, lokując w nich swe siedziby, jednocześnie chroniąc roślinę dającą schronienie przed owadami roślinożernymi.

## Zastosowanie i uprawa
Roślina ze względu na pokrój – spłaszczone pędy i jaskrawą barwę owoców – uprawiana jest jako ozdobna. Może rosnąć w gruncie w krajach tropikalnych lub w pojemnikach w pomieszczeniach w chłodniejszym klimacie. Mimo gruboszowatego pokroju, wymaga podłoża stale mocno wilgotnego, przepuszczalnego i żyznego. Dobrze rośnie w pełnym słońcu i w półcieniu. Rozmnażana jest z nasion i sadzonek, które łatwo się ukorzeniają.